# سان مارسال (مترو باريس)
سان مارسال (بالفرنسية: Saint-Marcel)‏ هي محطة مترو تابعة لمترو باريس تقع في فرنسا في الدائرة الثالثة عشرة في باريس.[بحاجة لمصدر]